# 9M busz (Tata)
A tatai 9M jelzésű autóbusz a Újhegy, Buszforduló és a Fellner Jakab utca között közlekedik a Mocsai út érintésével. A járat a nyári tanszünetben módosított menetrenddel közlekedik. A viszonylatot a MÁV Személyszállítási Zrt. üzemelteti.

## Története
A viszonylatot a Volánbusz hozta létre 2023. március 4-én.

## Útvonala
| Fellner Jakab utca felé | Újhegy, Buszforduló felé |
| --- | --- |
| Újhegy, Buszforduló – Benczúr Gyula út – Újhegyi utca – Tavasz utca – Güntner Kft. – Tavasz utca – Szomódi út – 11 136 – – Bacsó Béla utca – Gesztenye fasor – Vasútállomás – Gesztenye fasor – Bacsó Béla utca – Almási utca – Május 1. út – Komáromi utca – Kossuth tér – Kocsi utca – Táncsics Mihály utca – Május 1. út – Komáromi utca – Veres Péter utca – Mocsai utca – József Attila utca – Dózsac György utca – Kocsi út – Fellner Jakab utca – Fellner Jakab utca | Fellner Jakab utca – Fellner Jakab utca – Kocsi út – Dózsa György utca – József Attila utca – Mocsai utca – Veres Péter utca – Komáromi utca – Május 1. út – Táncsics Mihály utca – Kocsi utca – Kossuth tér – Komáromi utca – Május 1. út – Somogyi Béla utca – Bacsó Béla utca – Gesztenye fasor – Vasútállomás – Gesztenye fasor – Bacsó Béla utca – – 11 136 – Szomódi út – Güntner Kft. – Szomódi út – Tavasz utca – Juharfa utca – Szőgyéni utca – Újhegyi utca – Benczúr Gyula út – Újhegy, Buszforduló |

## Megállóhelyei
Az átszállási kapcsolatoknál a 2025 június 21-étől augusztus 31-ig érvényes nyári menetrend szerint vannak feltüntetve.
| 0  | Újhegy, Buszforduló Végállomás | 27 | 29 | 8, 9 |
| ∫  | Újhegyi út                     | 26 | 27 | 8, 9 |
| 3  | Tavasz utca                    | ∫  | ∫  | 8, 9 |
| ∫  | Mindszenty József tér          | 24 | 26 | 8, 9 |
| 4  | Juharfa utca                   | ∫  | ∫  | 8, 9, 9A |
| 6  | Güntner Kft. (Tavasz utca)     | ∫  | ∫  | 8, 9, 9A |
| ∫  | Güntner Kft. (Szomódi utca)    | 22 | 24 | 8, 9 |
| 9  | Laktanya                       | 19 | 21 | 9 804, 814, 8462, 8467, 8479, 8700, 8706 |
| 11 | Vasútállomás                   | 17 | 19 | 1, 1M, 1R, 1T, 2G, 9 8462, 8706 S10 G10 IC, gyorsvonat, expresszvonat |
| 12 | Vasútállomás bejárati út       | 15 | 17 | 1, 1M, 1R, 1T, 9 804, 814, 8462, 8467, 8479, 8700, 8706 |
| 13 | Bezerédi utca                  | 14 | 16 | 1, 1M, 1R, 1T, 9 8462, 8706 |
| ∫  | Somogyi Béla utca              | 13 | 15 | 1, 1M, 1R, 1T, 7, 7A, 8, 9 |
| 14 | Almási út                      | ∫  | ∫  | 1, 1M, 1R, 1T, 7, 7A, 8, 9 |
| 16 | Városközpont                   | 11 | 14 | 1, 1M, 1R, 1T, 2G, 5, 5A, 5AF, 5FA, 5T, 7, 7A, 8, 9 804, 814, 8400, 8406, 8462, 8463, 8465, 8466, 8467, 8472, 8700, 8706, 8716 1824, 1841 |
| 18 | Autóbusz-állomás (Május 1. út  | 10 | 12 | Helyben: 1, 1M, 1R, 1T, 2G, 5, 5AF, 5FA, 5T, 7, 7A, 8, 9 Autóbusz-állomáson: 3, 5A, 5AF, 5FA 804, 814, 8400, 8402, 8406, 8462, 8463, 8465, 8466, 8467, 8472, 8479, 8574, 8587, 8594, 8700, 8706, 8716, 8726, 8727, 8736, 8740 1824, 1841, 1850 |
| 20 | Május 1. út                    | 9  | 10 | 1, 1M, 1R, 1T, 2G, 5, 5AF, 5FA, 5T, 7, 8, 9 8465, 8466, 8479, 8726, 8727 |
| 22 | Kossuth tér                    | 8  | 9  | 1, 1M, 1R, 1T, 2G, 5, 5AF, 5FA, 5T, 7, 8, 9 8402, 8472, 8574, 8587, 8594, 8736, 8740 1850 |
| 23 | Környei út                     | 6  | 7  | 1, 1M, 1R, 1T, 2G, 5, 5AF, 5FA, 5T, 7, 8, 9 8402, 8472, 8574, 8587, 8594, 8736, 8740 1850 |
| 25 | József Attila utca             | 4  | 4  | 1M 8465, 8466, 8726, 8727 |
| 26 | Veres Péter utca               | 3  | 3  | 1M |
| 27 | Mocsai utca                    | 2  | 2  | 1M |
| 28 | Dózsa György úti ABC           | 1  | 1  | 1M |
| 30 | Fellner Jakab utca Végállomás  | 0  | 0  | 1, 1M, 1R, 1T, 2G, 5, 5AF, 5FA, 5T, 7, 8, 9 |

## Külső hivatkozások
- Vonalhálózati térképek. Volánbusz. (Hozzáférés: 2024. július 29.)
- Vonalhálózati térképek. MÁV-csoport. (Hozzáférés: 2025. április 22.)